# 구로사키 하야토
구로사키 하야토(일본어: 黒﨑 隼人, 1996년 9월 5일~)는 일본의 축구 선수이다.

## 구단 경력
그는 2019년 J2리그의 도치기 SC에 입단했다. 2021년 J1리그의 오이타 트리니타로 임대 이적했다. 2021년 7월 도치기 SC로 복귀했다. 2024년까지 82경기에 출전하여, 4득점을 넣었다. 2025년 J3리그의 FC 오사카로 이적했다.